# Đức Trịnh
Đức Trịnh (tên khai sinh là Nguyễn Đức Trịnh), sinh năm 1957, quê tại Bắc Giang, là nhạc sĩ Việt Nam, được phong tặng danh hiệu Nhà giáo Ưu tú (2010) và được tặng Giải thưởng Nhà nước về Văn học Nghệ thuật (2012). Ông là Thiếu tướng Quân đội nhân dân Việt Nam, từng giữ chức vụ Hiệu trưởng Trường Đại học Văn hóa Nghệ thuật Quân đội. Từ năm 2022, ông giữ chức Chủ tịch Hội Nhạc sĩ Việt Nam.

## Tiểu sử
Đức Trịnh, tên khai sinh là Nguyễn Đức Trịnh, sinh ngày 7 tháng 7 năm 1957, quê tại Bắc Giang nhưng sống và lớn lên tại Hà Đông, Hà Nội.
Năm 1974 khi 16 tuổi, anh đã "man khai" thêm hai tuổi để được nhập ngũ. Đức Trịnh trở thành người lính Trung đoàn 1 Sư đoàn 330 Quân khu 9, chiến đấu ở chiến trường Nam bộ tham gia giải phóng miền Nam và sau đó làm nghĩa vụ quốc tế tại chiến trường Campuchia.
Từ năm 1982, ông công tác tại Nhà Văn hóa Quân khu 9, tham gia dàn dựng, sáng tác, và biểu diễn các chương trình ca nhạc tại Hà Nội và trong cả nước. Năm 1985, ông ra Hà Nội học sáng tác âm nhạc tại Trường nghệ thuật Quân đội, sau đó, từ năm 1987, tại Nhạc viện Hà Nội. Năm 1991, ông tốt nghiệp đại học sáng tác âm nhạc, năm 1997, cao học sáng tác âm nhạc tại Học viện âm nhạc Quốc gia Việt Nam.
Từ năm 1990, ông trở thành cộng tác viên của Ban Văn nghệ, Đài Truyền hình Việt Nam, giảng viên Đại học Văn hóa Nghệ thuật quân đội. Đồng thời, ông còn giảng dạy sáng tác âm nhạc tại Học viện Âm nhạc Quốc gia Việt Nam.
Từ năm 2009 đến 2017, ông là Hiệu trưởng trường Đại học Văn hóa Nghệ thuật Quân đội. Ông được thăng quân hàm Thiếu tướng năm 2012. Ông là nhạc sĩ thứ hai (sau nhạc sĩ An Thuyên) được phong hàm Thiếu tướng quân đội.
Ông là Phó Chủ tịch thường trực Hội Nhạc sĩ Việt Nam từ năm 2010. Tháng 1 năm 2022, Đức Trịnh được bầu làm Chủ tịch Hội Nhạc sĩ Việt Nam. Nói thêm, Đức Trịnh là người kế nhiệm chức vụ Chủ tịch Hội Nhạc sĩ Việt Nam  từ nhạc sĩ Đỗ Hồng Quân. Đỗ Hồng Quân đảm nhận chức vụ này từ năm 2005, trong khi đó An Thuyên được phong thiếu tướng vào năm 2008 và từ trần vào năm 2015, còn Đức Trịnh được phong thiếu tướng vào năm 2012. Vì vậy, có thể nói Đức Trịnh là sĩ quan cấp tướng đầu tiên giữ chức Chủ tịch Hội Nhạc sĩ Việt Nam.

## Sự nghiệp
Nhạc sĩ Đức Trịnh là một tên tuổi trong nền âm nhạc nước nhà. Dù viết về đề tài người lính mà ông vốn "nặng lòng" hay những ca khúc về quê hương, tình yêu thì nhạc sĩ Đức Trịnh vẫn giữ một phong cách, cá tính âm nhạc riêng có của mình: bài bản về kĩ thuật nhưng lại sâu lắng, nhẹ nhàng, chứa chan tình cảm. 10 năm ở chiến trường và cả sự nghiệp gắn bó với đời sống quân ngũ chính là chất xúc tác, đi vào trong những sáng tác của ông cho đến tận hôm nay.
Một số ca khúc nổi bật của ông: ''Ngược dòng Hương Giang'', ''Nhà em ở lưng đồi'', ''Ước mong người lính'', ''Ra khơi'', ''Miền xa thẳm'', ''Tình yêu người lính'', ''Cám ơn mẹ'', ''Hoa tím cung đường''... Ông có một số bài hát sáng tác riêng cho các đơn vị, quân chủng - binh chủng như: ''Những đoàn quân như sóng'' bài hát về Quân khu 4, ''Tình yêu lính bay'' bài hát về không quân...
Ngoài ra, ông còn viết một số tác phẩm khí nhạc, như giao hưởng ''Không đề'', ''Tứ tấu đàn dây'', ''Sonate cho piano'' và một số nhạc múa, hòa tấu nhạc nhẹ.
Ông đã xuất bản Album Hoa dại (Hội Nhạc sĩ Việt Nam và Nxb. Âm nhạc).
Năm 2010, ông được phong tặng danh hiệu Nhà giáo Ưu tú.
Tháng 4 năm 2010, Đức Trịnh được vinh danh trong Con đường âm nhạc của VTV.
Năm 2012, ông được tặng Giải thưởng Nhà nước về Văn học Nghệ thuật với các ca khúc: ''Miền xa thẳm'', ''Tình yêu người lính'', ''Ngược dòng Hương Giang'', ''Hoa dại'', ''Mưa xuân'' và tác phẩm khí nhạc ''Tượng đài vô danh''.

## Tác phẩm chính[2][13]

### Khí nhạc
- Giao hưởng:Tượng Đài vô danh
- Không đề
- Tứ tấu đàn dây
- Sonata cho piano
- Nhiều Nhạc múa
- Nhạc cho sân khấu, nhạc phim
- Hòa tấu nhạc nhẹ, nhạc dân tộc

### Ca khúc
- Miền xa thẳm
- Cám ơn Mẹ
- Ngược dòng Hương Giang
- Mưa xuân
- Tinh yêu của lính
- Anh đi qua đời em (phổ thơ Phương Thảo)
- Tình xuân
- Hoa dại (phỏng thơ Tô Đông Hải)
- Lên đỉnh Tây thiên
- Nhà em ở lưng đồi (phổ thơ Lê Tự Minh)
- Mơ về Hà Nội (phổ thơ Lê Cảnh Nhạc)
- Sóng Hương Giang (phổ thơ Lê Tự Minh)

## Giải thưởng
- Giải Ba Hội Nhạc sĩ Việt Nam năm 1994 – ca khúc ''Ngược dòng Hương Giang''
- Giải Nhì Hội Nhạc sĩ Việt Nam năm 1994 – ca khúc ''Ước mong người lính''
- Giải Ba Hội Nhạc sĩ Việt Nam năm 1994 – ca khúc ''Ra khơi''
- Giải Ba Hội Nhạc sĩ Việt Nam ''Tứ tấu đàn dây''
- Giải thưởng Văn học - Nghệ thuật của Bộ Quốc Phòng (1994-1999) [2]

## Vinh danh
- Nhà giáo Ưu tú (2010)
- Con đường âm nhạc - VTV Tháng 4 năm 2010
- Giải thưởng Nhà nước về Văn học Nghệ thuật (2012)